# 牛鬥駅
牛鬥駅（ぎゅうとうえき）は台湾宜蘭県三星郷にかつて存在した羅東森林鉄路（太平山森林鉄路羅東線）の鉄道駅。駅舎は雑貨店になっているが、ホームの痕跡は線内で唯一現存している。
戦後1970年代に清水湖駅を訪れた日本人鉄道ファンが撮影したとされる写真では駅名標は「牛闘」の表記だったが、その後改められている。また戒厳令により太平山への入山が規制されていたため、この駅に検査所があった。

## 沿革
- 1919年（大正8年）台湾電気興業が土場 - 天送埤間を起工[3]。
- 1921年（大正10年） - 天送埤以西が開通[4][5]。
- 1924年（大正13年）1月27日 - 竹林まで延伸し全線開業[3]。
- 1926年（大正15年）5月18日 - 旅客扱い開始に伴い駅を設置[4]。
- 1978年 - 当駅を含む土場駅から天送埤駅間が台風により不通、事実上この区間が廃止となる[5]。
- 1979年8月1日 - 復旧することなく正式に全線廃止[5]。

## 駅周辺
- 台7丙線
- 宜蘭県警察局三星分局牛鬥派出所
- 蘭陽渓
- 牛鬥橋（中国語版）

## バス
最寄りの停留所は《牛鬥派出所[台7丙]》
| 系統 | 管轄     | 事業者   | 区間                                                 | 備考 |
| ---- | -------- | -------- | ---------------------------------------------------- | ---- |
| 1745 | 公路客運 | 国光客運 | 宜蘭転運站（宜蘭駅） - 羅東転運站（羅東駅） - 南山村 |      |
| 1750 | 公路客運 | 国光客運 | 宜蘭転運站 - 太平山                                  |      |
| 1764 | 公路客運 | 国光客運 | 羅東転運站 - 梨山                                    |      |

## 関連
- 台湾の鉄道駅一覧

## 隣の駅
林務局
羅東森林鉄路（羅東線）
清水湖駅 - 牛鬥駅 - 楽水駅